# Antonius Musa

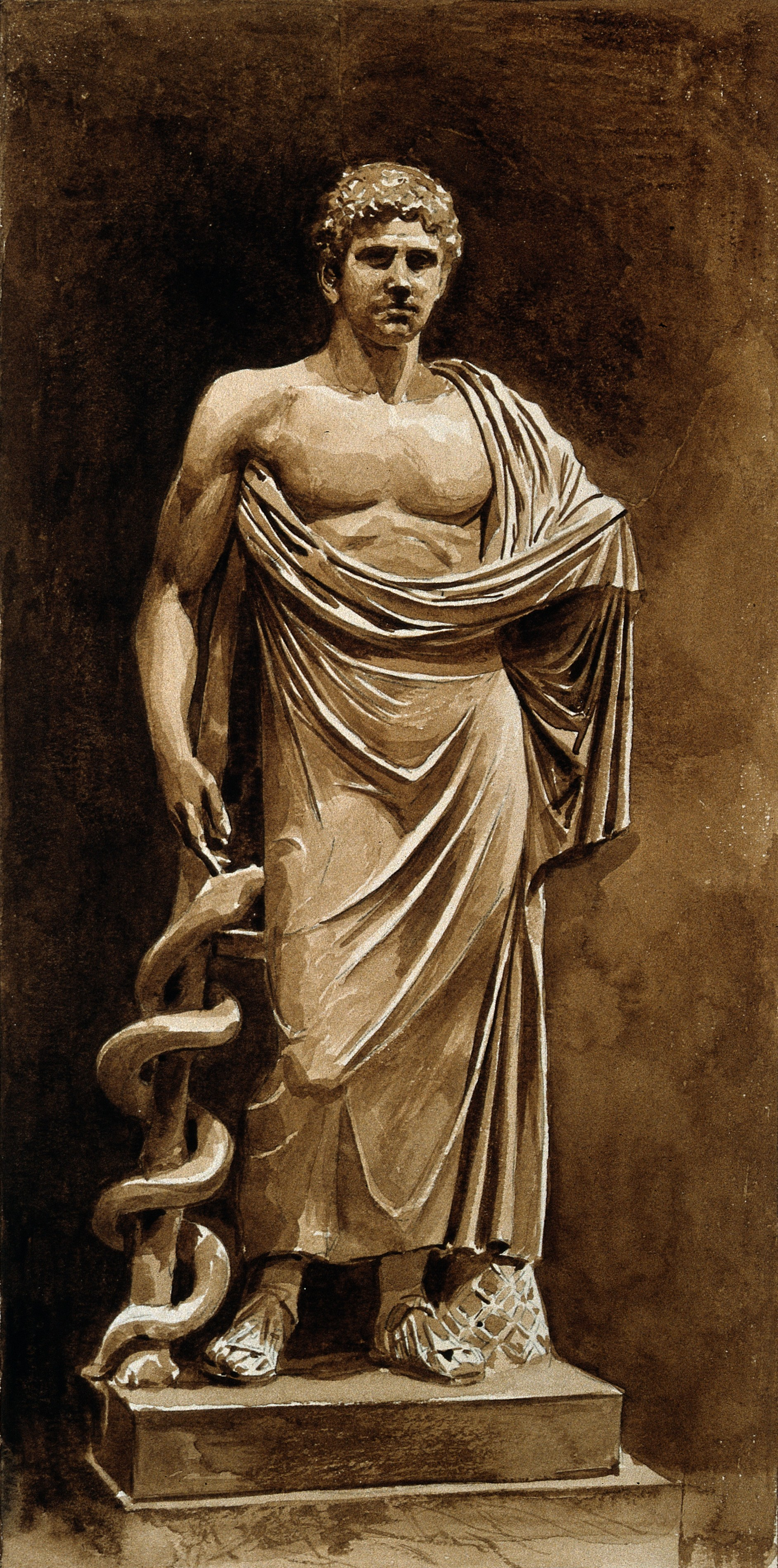
Antonius Musa

Antonius Musa (griechisch: Άντώνιος Μουσᾶς, Antonios Mousas) war ein griechischer Arzt in der 2. Hälfte des 1. Jahrhunderts v. Chr. und Leibarzt des römischen Kaisers Augustus. Laut Cassius Dio war er Freigelassener.
Musa war wie sein Bruder Euphorbos Schüler des Anfang des 1. Jahrhunderts v. Chr. in Rom wirkenden Arztes Asklepiades von Bithynien. Er konnte den zeit seines Lebens kränkelnden Augustus 23 v. Chr. mit einer Kaltwasserbehandlung von einer schweren Krankheit heilen und wurde dafür mit einer Statue geehrt, die Augustus neben der des Heilgotts Asklepios aufstellen ließ. Er war auch im Bereich der Pharmakologie tätig; eine Schrift über die „vettonische Pflanze“ (Betonie), De herba vettonica, ist unter seinem Namen überliefert, stammt aber wohl erst aus der Spätantike.
Musas Bruder Euphorbus ist als Leibarzt des mauretanischen Königs Juba II. bezeugt.

## Textausgaben
- Florianus Caldani (Hrsg.): Antonii Musae, qui Augusti Caesaris Medicus fuit, fragmenta, quae extant. Remondini, Bassano 1800 (Digitalisat).
- Ernst Howald, Henry E. Sigerist (Hrsg.): Antonii Musae De herba vettonica liber. Pseudoapulei herbarius. Anonymi de taxone liber. Sexti Placiti liber medicinae ex animalibus etc. Teubner, Leipzig/Berlin 1927 (= Corpus medicorum latinorum. Band 4).